# Gebouw Batavia
Gebouw Batavia is een gebouw aan de Prins Hendrikkade in Amsterdam. Het gebouw is een rijksmonument.

## Geschiedenis
Het gebouw werd op 31 oktober 1918 door de architect aanbesteed, waarbij het betonskelet werd uitbesteed aan NV Gewapend Betonbouw Kondor.
Gebouw Batavia werd daarna gebouwd als bedrijfsruimte in opdracht van de N.V. Batavia-Arak Maatschappij. Het gebouw is ontworpen door Jan Hendrik Slot in de stijl van de Amsterdamse School. In maart 1920 nam de Batavia-Arak Maatschappij intrek in het gebouw. Dat bedrijf produceerde in Nederlands-Indië arak, een gedestilleerde sterke drank gemaakt van suikerriet.
Het gebouw heeft een betonskelet en loopt door tot aan de Oudezijds Kolk. Behalve kantoorruimtes bevonden zich in het pand ook magazijnruimtes en een conciërgewoning.
In 1968 werd de Batavia-Arak Maatschappij overgenomen, omdat de resultaten niet langer bevredigend waren. Gebouw Batavia kreeg toen een andere bestemming.
Aanvankelijk zat hier winkelgalerij ’t Camperhooft met sauna, kapsalon en antiekwinkel. In 1973 werd door de Gemeente Amsterdam een bouwvergunning verleend om de begane grond te verbouwen tot een café.

## Gebouw
De Amsterdamse Schoolstijl is terug te vinden in de afwijkende metselverbanden, mengeling van gebruik van bak- en natuursteen en enkele beeldhouwwerken boven de toegangsprtij. Het aan de bouwstijl gekoppelde gebruik van glas-in-lood is na diverse verbouwingen bijna geheel verdwenen, net als een golvende dakrand aan de waterkant. Wel bewaard is het ijzer kunstwerk met de naam Gebouw Batavia in de typografie van de stijl. Het gebouw valt verder op door de keus voor donker baksteen, hetgeen het gebouw doet lijken op een kleine versie van het Scheepvaarthuis dat er om de hoek staat. Het steekt boven uit boven de aanpalende gebouwen, maar valt in het niet bij de Sint-Nicolaaskerk, die uit 1887 stamt. Op 11 december 2001 werd het gebouw ingeschreven in het Rijksmonumentenregister.

## Café Batavia 1920
In 2008 nam Café Batavia 1920 na een renovatie van zestien maanden intrek in het gebouw. De naam van het café verwijst naar het jaartal waarin Gebouw Batavia werd opgeleverd, 1920.
De eigenaar van het café is Peter Tames. Tames staat bekend als een groot schaakliefhebber. Tussen 2009 en 2020 werd in het café jaarlijks het Batavia Amsterdam Chess Tournament georganiseerd, een prestigieus schaaktoernooi met tien internationale grootmeesters en meesters. Café Batavia 1920 bood ook speelruimte aan de Amsterdamse schaakverenigingen Fischer-Z en SOPSWEPS'29.
De Amsterdamse afdeling van de JOVD houdt hier af en toe bijeenkomsten met bekende sprekers. Onder andere Paul Cliteur, Stef Blok, Sybrand van Haersma Buma, Joost Taverne, Frank van Dalen, Ad Verbrugge, Dirk Wolthekker en Wybren van Haga kwamen hier om lezingen te geven.